# Боастридан
Боастридан (фр. Boistrudan) насеље је и општина у северозападној Француској у региону Бретања, у департману Ил и Вилен која припада префектури Рен.
По подацима из 2011. године у општини је живело 665 становника, а густина насељености је износила 51,95 становника/km². Општина се простире на површини од 12,8 km². Налази се на средњој надморској висини од 60 метара (максималној 85 m, а минималној 32 m).

## Демографија
| 1962. | 1968. | 1975. | 1982. | 1990. | 1999. | 2011. |
| ----- | ----- | ----- | ----- | ----- | ----- | ----- |
| 546   | 576   | 505   | 475   | 501   | 494   | 665   |

График промене броја становника у току последњих година